# Extrema (kommun)
Extrema är en kommun i Brasilien.   Den ligger i delstaten Minas Gerais, i den sydöstra delen av landet, 800 km söder om huvudstaden Brasília. Antalet invånare är 28 564. Arean är 243 kvadratkilometer.
Terrängen i Extrema är kuperad.
Följande samhällen finns i Extrema:
- Extrema

Omgivningarna runt Extrema är huvudsakligen savann. Runt Extrema är det ganska tätbefolkat, med 90 invånare per kvadratkilometer.